# Ulrike Jessner-Schmid
Ulrike Jessner-Schmid (* 1960) ist eine österreichische Anglistin und Linguistin.

## Leben
Sie studierte ab 1978 an der Universität Graz englische und französische Philologie, erwarb dort 1988 auch die Promotion und die Habilitation 2006 an der Universität Innsbruck (Venia Docendi: Anglistik und Linguistik). Sie ist derzeit Professorin für Anglistik am Institut für Anglistik an der Leopold-Franzens Universität Innsbruck und an der Pannonischen Universität Veszprém in Ungarn.
Sie ist Gründungsmitglied der Forschungsgruppe DyME (Dynamics of Multilingualism with English), Herausgeberin der Bücherreihe „Trends in Applied Linguistics“ und hat zahlreiche Publikationen zum Mehrsprachigkeitserwerb veröffentlicht. Gemeinsam mit Philip Herdina leistete sie Pionierarbeit bei der Entwicklung des dynamischen Modells der Mehrsprachigkeit (A Dynamic Model of Multilingualism, DMM), das sowohl dynamische Systeme als auch komplexe Systemansätze verwendet, um die mehrsprachige Sprachentwicklung in einem ganzheitlichen Systemkonzept zu modellieren.
Ulrike Jessner-Schmid ist verheiratet und hat zwei Söhne.

## Forschungsschwerpunkte
Ihre Forschungs- und Lehrinteressen sind angewandte Sprachwissenschaften, Mehrsprachigkeit und Erwerb der dritten Sprache (TLA), einschließlich Zweisprachigkeit und Erwerb der zweiten Sprache (SLA), mehrsprachige Sprachentwicklung, Erwerb und Abrieb, mehrsprachiges Lernen, Lehren und Testen, Sprache und Geschlecht, Sprache und Identität, Sprache und Emotionen und interkulturelle Pragmatik. 

## Auszeichnungen (Auswahl)
Sie ist Trägerin des Liechtensteinpreis 2007 Preis für die wissenschaftliche Arbeit/Monographie „Linguistic awareness in multilinguals: English as a third language“ (2006; Edinburgh University Press, Edinburgh, UK) und des Arthur-Haidl-Preis der Stadt Innsbruck 2015 für die DyME Forschungsgruppe.

## Publikationen (Auswahl)
- mit Cenoz, J. (eds.) English in Europe: The acquisition of a third language. Clevedon, 2000
- mit Cenoz, J., Hufeisen, B. (eds.) Crosslinguistic Influence in Third Language Acquisition. Clevedon, 2001
- mit Herdina, Ph. A Dynamic Model of Multilingualism, Clevedon, 2002
- Linguistic awareness in multilinguals. English as a third language. Edinburgh, 2008
- mit Allgäuer-Hackl, E. Und was sagt die Mehrsprachigkeitsforschung dazu? Neue Perspektiven in der Mehrsprachigkeitsforschung und deren Relevanz für Unterricht und LehrerInnenbildung. In: Wegner, Anke & Vetter, Eva (Hrsg.): Mehrsprachigkeit und Professionalisierung in pädagogischen Berufen. Interdisziplinäre Zugänge zu aktuellen Herausforderungen im Bildungsbereich. Budrich Opladen/Berlin/Toronto, 2014
- mit Kramsch, C. (eds.): The Multilingual Challenge: Cross-disciplinary Perspectives. Boston, 2015
- Multilingualism. In: J. Wright (ed.), International Encyclopedia of the Social and Behavioral Sciences. Oxford, 2015
- mit De Angelis, G., Kresic M. (eds.) Crosslinguistic Influence and Crosslinguistic Interaction in Multilingual Language Learning. London, 2015
- mit Aronin, L. Understanding current multilingualism: What can the butterfly tell us? In: Ulrike Jessner und Claire Kramsch (eds.) The Multilingual Challenge: Cross-disciplinary Perspectives. Berlin, New York, 2015
- Multicompetence approaches to language proficiency development in multilingual education. In: O. Garcia & A. Lin (eds.) Encyclopedia of Language and Education, Vol 5.: Bilingual Programs. New York, 2017
- Metacognition in multilingual learning: A DMM perspective. In: C. Bjørke, M.Dypedahl, and Åsta Haukås (eds.) Metacognition in Language Learning and Teaching. London, 2018
- mit Hufeisen, B. The psycholinguistics of multilingualism: Learning and teaching multiple languages (65-100). In: Aronin, L. and D. Singleton (eds.) Twelve Lectures of Multilingualism. Bristol, 2018
- mit Cenoz J. Teaching English as a Third Language. In: Gao X. (ed.) Second Handbook of English Language Teaching. Springer International Handbooks of Education. Cham, 2019
- mit Vetter, E. International Research on Multilingualism: Breaking with the Monolingual Perspective. Berlin, 2019
- mit Hofer, B. Mehr-Sprachig-Kompetent MSK 9-12. Mehrsprachige Kompetenzen fördern und evaluieren. Innsbruck 2019
- mit  Allgäuer-Hackl, E. Codeswitching. In: C. Fäcke und F. Meissner (eds.) Handbuch Mehrsprachigkeits- und Mehrkulturalitätsdidaktik (37-41). Tübingen, 2019
- mit Spechtenhauser, B. Compex interactions in the multilingual mind: Assessing metalinguistic abilities and their effects on decoding a new language system in trilingual learners, Lingua, 301, 2024.